# طرف (تشريح)

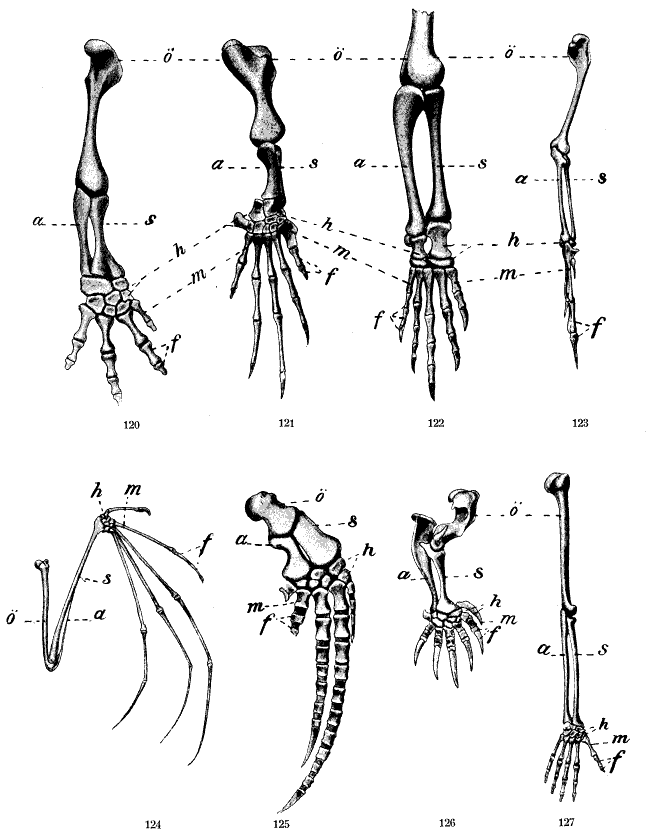

الطَرَف في التشريح هو عضو مرتبط بالكتلة الرئيسية لجسم الإنسان أو الحيوان.
تستخدم معظم الحيوانات الأطراف في عمليات كالقبض على الأشياء، المشي، الركض، التسلق. تستطيع بعض الحيوانات استخدام أطرافها الأمامية من أجل حمل والتعامل مع الأشياء.
في جسم الإنسان، تدعى الأطراف العلوية عادة أذرع، والأطراف السفلية أرجل.